# Rungia grandis
Rungia grandis là một loài thực vật có hoa trong họ Ô rô. Loài này được T.Anderson miêu tả khoa học đầu tiên năm 1864.